# Francesco Vettori (Antiquar)
Francesco Vettori (* 1692 oder 1693 in Spello, Umbrien; † 10. Mai 1770) war ein italienischer Antiquar. Er hatte bedeutende Verdienste als Erforscher der antiken Glyptik und war selbst ein bedeutender Sammler von Antiken. Von 1757 bis zu seinem Tode leitete er das von Papst Benedikt XIV. gegründete Museo Sacro im Vatikan. Das auch als Museo Cristiano bezeichnete Museum ist seit 1999 Teil der Vatikanischen Museen.

## Leben
Die Rekonstruktion der Biografie Francesco Vettoris ist bis heute problematisch und in weiten Teilen unklar. Nach Vannucci entstammte er der bekannten Kaufmannsfamilie Vettori aus Florenz und war mit dem Philosophen und Humanisten Piero Vettori verwandt. Klar ist, dass der aus guten Kreisen stammende Vettori, seine Mutter war eine Adelige aus Cortona, am Collegio Nazareno in Rom studierte. In Rom begann er sich schnell für Antiken zu interessieren und erwarb sich beim Aufbau seiner Sammlung umfangreiche Kenntnisse in Numismatik und Gemmologie sowie im Lesen antiker Schriften. Vettori war Mitglied der Accademia Etrusca und der Accademia della Crusca.
Er stand mit vielen bedeutenden Forschern seiner Zeit in direktem oder brieflichem Kontakt. Dazu gehörten Antonio Francesco Gori oder auch Paolo Maria Paciaudi, mit dem er auch eine rechtliche Auseinandersetzung hatte. Bestände seiner eigenen Gemmensammlung waren in Abdrücken Teil der Sammlung Stosch. Hier wurden sie von Johann Joachim Winckelmann bearbeitet, der sich auch mit dem wissenschaftlichen Werk Vettoris auseinandersetzte. Vettoris Arbeiten und die Abdrücke seiner Gemmen in Philipp von Stoschs Sammlung wurden neben den Arbeiten von Fulvio Orsini, Giovanni Pietro Bellori und Lorenz Beger wichtige Grundlage für Winckelmanns Arbeiten.
Vettori schenkte seine Antikensammlung Papst Benedikt XIV., der sie in das Museo Sacro überführen ließ. 1757 wurde Vettori zum Kurator dieser päpstlichen Teilsammlung berufen, während Ridolfino Venuti zu der Zeit der Commissario delle Antichità war. Teile der Sammlung finden sich heute auch in anderen Sammlungen wieder. Hauptwerke waren das 1738 publizierte Il fiorino d’oro antico illustrato, ein fiktives numismatisches Streitgespräch mit Antonio Francesco Gori, sowie die ein Jahr später gedruckte Dissertatio glyptographica. Anders als zu der Zeit üblich präsentierte Vettori in dem schnell Verbreitung gefundenen Werk nicht nur die Bestände einer Sammlung, sondern widmete sich Fragen der Glyptik im Allgemeinen. Dazu gehörte auch eine Liste mit den gesammelten Namen antiker und moderner Steinschneider, womit er sich in die Tradition Giorgio Vasaris stellte. Diese Listen wurden 1750 von Pierre-Jean Mariette fortgeführt.
Trotz seiner Bedeutung zu Lebzeiten stand Vettori schnell im Schatten anderer Gemmenforscher, insbesondere Winckelmann hob sie eine Generation später auf ein ganz neues Niveau, und ist heute trotz der damals modern anmutenden Ansätze fast nur noch in Fachkreisen bekannt und wird auch hier in der Bedeutung hinter diesen gesehen. Teile seiner umfangreichen Bibliothek, etwa 250 Handschriften, wurde vom pfalz-bayerischen Kurfürsten Karl Theodor um 1779/80 aufgekauft und in Teilen der Biblioteca Palatina in Mannheim überführt, bevor sein Nachfolger Maximilian IV. schließlich den ganze Bestand 1803 in der Hofbibliothek München vereinte.

## Schriften
- Nummus aereus veterum christianorum commentario in duas partes distributo explicatus prodit nunc primum. Rom 1737.
- Il fiorino d'oro antico illustrato discorso di un accademico etrusco indirizzato al sig. dottore Antonio Francesco Gori lettore delle storie sacra, e profana nello studio fiorentino. Florenz 1738.
- Dissertatio glyptographica, sive Gemmae duae vetustissimae emblematibus et graeco artificis nomine insignitae, quae exstant Romae in Museo Victorio, explicatae et illustratae. Accedunt nonnulla veteris elegantiae et eruditionis inedita monimenta. Rom 1739.
- Animadversiones in lamellam aeneam vetustissimam Musei Victorii hujus moduli. Rom 1741.
- Sanctorum Septem Dormientium Historia, Ex Ectypis Musei Victorii Expressa. Dissertatione Et Veteribus Monimentis Sacris Profanisque Illustrata. Rom 1741.
- Dissertatio Philologica Qua Nonnulla Monumenta Sacrae Vetustatis Ex Museo Victorio Depromta Aeri Incisa Tabula Vulgantur, Expenduntur, Illustrantur. Rom 1751.
- Del culto superstizioso di Cibele detta dagli antichi la Gran Madre dissertazione. Colla quale s'illustra una statuetta di marmo pario che si conserva in roma nel museo Vettorj. Rom 1753.